# Peter Julien Ortiz
Pour les articles homonymes, voir Ortiz.
Peter Julien Ortiz (New York, 5 juillet 1913 - Prescott, 13 mai 1988) est un militaire américain ayant servi dans la Légion étrangère, le United States Marine Corps et l'OSS. Après la guerre il devint acteur, jouant notamment dans des films de guerre sur lesquels il était également conseiller technique.

## Biographie

### Enfance et scolarité
Originaire de New-York, Peter Ortiz et sa famille s'installent en Californie lorsqu'il a quatre ans. Né d'un père franco-américain, il est envoyé en France pour y recevoir une éducation européenne. Il étudie dans les lycées de Pau, Bayonne et Versailles puis intègre l'Université de Grenoble.

### Carrière militaire
Le 1er février 1932, à l'âge de 19 ans, il s'engage dans la légion étrangère française sous nationalité polonaise avec le pseudonyme de Pierre Zetro de Manowska. Après ses classes au sein du 1er REI à Sidi Bel Abbès, il est affecté à la 3e compagnie de mitrailleuses du 2e REI à Meknès, le 22 juin 1933. Promu caporal en 1933 et sergent en 1935, ses actions en Afrique du nord lui valent plusieurs citations et l'attribution de la Croix de guerre des Théâtres d'opérations extérieures et de la Médaille militaire. Cependant, malgré l'offre d'une promotion en tant qu'officier, il ne prolonge pas son engagement et rentre aux États-Unis où il devient expert pour les films de guerre à Hollywood.
Au déclenchement de la Seconde Guerre mondiale, du fait de la neutralité des États-Unis, il embarque pour la France et se réengage le 6 novembre 1939 dans la légion étrangère. Participant à la Bataille de France en 1940, il est blessé en faisant sauter un dépôt de carburant puis est fait prisonnier par les Allemands. Séjournant dans plusieurs camps de prisonniers en Allemagne, en Autriche et en Pologne, il réalise plusieurs tentatives d'évasions et réussi finalement à fausser compagnie à ses geôliers. L'armistice ayant été signé entre-temps, Ortiz est démobilisé lorsqu'il parvient à rejoindre les rangs français à la fin de l'année 1941. Il retourne alors en Amérique.
Désireux de poursuivre le combat et les États-Unis ayant finalement fait leur entrée dans la guerre, Peter Ortiz s'engage dans les marines le 22 juin 1942. Effectuant sa formation au centre d'entrainement du corps des marines à Parris Island, son expérience des combats au sein de l'armée française lui vaut d'être nommé lieutenant dès le 1er août 1942. Il suit ensuite une formation parachutiste en Caroline du Nord. Promu capitaine le 3 décembre, le commandement tire profit de sa connaissance de l'Afrique du Nord et l'envoie à Tanger puis en Tunisie où il organise la formation de combattants autochtones destinés à observer les forces allemandes. Au cours d'une mission de nuit, il est sérieusement blessé à la main lors d'une escarmouche avec une patrouille allemande. Il est alors envoyé en convalescence aux États-Unis.

### L'OSS et la Résistance
Remarqué par l'Office of Strategic Services en raison de son expérience du combat, sa connaissance de l'Europe et ses facultés linguistiques (il parle français, allemand, espagnol et arabe), Ortiz s'engage pour ce service le 23 mai 1943. Son rôle sera d'entrer en contact avec des unités de la résistance française afin de définir les besoins de ces dernières et de les aider à préparer le terrain en vue des débarquements futurs. Le 6 janvier 1944, il est parachuté en Haute-Savoie dans le cadre de la mission "Union". Celle-ci, composée de Peter Ortiz, de Pierre Fourcaud du BRCA et du capitaine Thackwaite du SOE, doit évaluer les capacités des maquis de la région alpine, considérée comme d'importance majeure car étant une porte d'entrée vers l'Italie, alliée de l'Allemagne. Une fois cette mission accomplie, il quitte la France en mai après avoir permis a quatre aviateurs de la RAF abattus de rejoindre l'Espagne neutre.
Promu major, il est à nouveau parachuté en France le 1er août 1944 dans le cadre du parachutage du col des Saisies qu'il avait organisé conjointement avec Pierre Fourcaud et le commandant Bulle, chef du maquis local,.
Dans les jours qui suivent le parachutage, il participe aux côtés de la résistance française aux combats de libération de la Tarentaise et du Beaufortain. Mais sa tête étant mise à prix par les Allemands et craignant des représailles dirigées vers la population civile, Ortiz se constitue prisonnier le 16 août dans le village de Centron,. Libéré en avril 1945, il rentre aux États-Unis et se prépare à être projeté en Indochine lorsque la guerre se termine. Devenu lieutenant-colonel dans la réserve du corps des marines, il est libéré du service actif en 1946. Il prend définitivement sa retraite militaire le 1er mars 1955 avec le grade de colonel.

### Retour à la vie civile
De retour à la vie civile, Peter Ortiz s'oriente à nouveau vers le cinéma et apparaît dans un certain nombre de films, notamment sous la direction de John Ford. Bien qu'il n'y ait pas participé, deux films ont été inspirés par ses exploits personnels : 13, rue Madeleine (Henry Hathaway, 1947) et Operation Secret (Lewis Seiler, 1952). Le 16 mai 1988, il meurt d'un cancer au centre médical des anciens de Prescott où il réside. Il est inhumé avec les honneurs militaires au cimetière national d'Arlington.

## Décorations
|           |                                         |                         |  |  |  |
| Gold star | V                                       | Gold star               |  |  |  |
|           | Bronze star · Bronze star · Bronze star |                         |  |  |  |
|           |                                         |                         |  |  |  |
|           | Silver star                             | Silver star · Gold star |  |  |  |
|           |                                         |                         |  |  |  |
|           |                                         |                         |  |  |  |

| Parachutist Badge               |                                 |                                                                             |                                                                             | | |
| Navy Cross Avec une étoile d'or | Navy Cross Avec une étoile d'or | Legion of Merit Avec "V" Device                                             | Legion of Merit Avec "V" Device                                             | Purple Heart Avec une étoile d'or                                                                       | Purple Heart Avec une étoile d'or                                                                       |
| American Campaign Medal         | American Campaign Medal         | European-African-Middle Eastern Campaign Medal Avec trois étoiles de bronze | European-African-Middle Eastern Campaign Medal Avec trois étoiles de bronze | World War II Victory Medal                                                                              | World War II Victory Medal                                                                              |
| Armed Forces Reserve Medal      | Armed Forces Reserve Medal      | Ordre de l'Empire britannique                                               | Ordre de l'Empire britannique                                               | Chevalier de la Légion d'Honneur                                                                        | Chevalier de la Légion d'Honneur                                                                        |
| Médaille militaire              | Médaille militaire              | Croix de Guerre 1939-1945 Avec une étoile d'argent                          | Croix de Guerre 1939-1945 Avec une étoile d'argent                          | Croix de guerre des Théâtres d'opérations extérieures Avec une étoile de vermeil et une étoile d'argent | Croix de guerre des Théâtres d'opérations extérieures Avec une étoile de vermeil et une étoile d'argent |
| Croix du combattant             | Croix du combattant             | Médaille des évadés                                                         | Médaille des évadés                                                         | Médaille coloniale Avec agrafe "Maroc"                                                                  | Médaille coloniale Avec agrafe "Maroc"                                                                  |
| Médaille des blessés de guerre  | Médaille des blessés de guerre  | Médaille des blessés de guerre                                              | Ordre du Ouissam alaouite                                                   | Ordre du Ouissam alaouite                                                                               | Ordre du Ouissam alaouite                                                                               |

## Filmographie
- 1949 : La Charge héroïque (She Wore a Yellow Ribbon) de John Ford
- 1949 : Horizons en flammes (Task Force) de Delmer Daves
- 1949 : Un homme de fer (Twelve O'Clock High) de Henry King
- 1950 : Planqué malgré lui (When Willie Comes Marching Home) de John Ford
- 1950 : Pilote du diable (Chain Lightning) de Stuart Heisler
- 1950 : La capture (The Capture) de John Sturges
- 1950 : Chasse aux espions ou Le Collier de la panthère (Spy Hunt) de George Sherman
- 1950 : Deux nigauds légionnaires (Abbott and Costello in the Foreign Legion) de Charles Lamont
- 1950 : Rio Grande de John Ford
- 1951 : Sirocco de Curtis Bernhardt
- 1951 : Les Diables de Guadalcanal (Flying Leathernecks) de Nicholas Ray
- 1951 : La Femme de mes rêves (I'll See You in My Dreams) de Michael Curtiz
- 1952 : Retreat, Hell! de Joseph H. Lewis
- 1952 : Deux Durs à cuire (What Price Glory) de John Ford
- 1952 : Barbe-Noire le pirate (Blackbeard the Pirate) de Raoul Walsh
- 1952 : Les Rebelles de San Antone (en) (San Antone) de Joseph Kane
- 1953 : Les Rats du désert (The Desert Rats) de Robert Wise
- 1953 : La Nuit sauvage (Devil's Canyon) de Alfred Werker
- 1954 : Le Démon des eaux troubles (Hell and high water) de Samuel Fuller
- 1954 : Richard Cœur de Lion (King Richard and the Crusaders) de David Butler
- 1955 : Le Fils de Sinbad (Son of Sinbad) de Ted Tetzlaff
- 1955 : Ville sans loi (A Lawless Street) de Joseph H. Lewis
- 1956 : La Mission du capitaine Benson (7th Cavalry) de Joseph H. Lewis
- 1957 : The Halliday brand de Joseph H. Lewis
- 1957 : L'aigle vole au soleil (The Wings of Eagles) de John Ford

## Hommages
La place du village de Centron, où il fut fait prisonnier en 1944, a été baptisée en son honneur.